# Sparganium choui
Sparganium choui là một loài thực vật có hoa trong họ Typhaceae. Loài này được D.Yu miêu tả khoa học đầu tiên năm 1992.